# Center (Maribor)

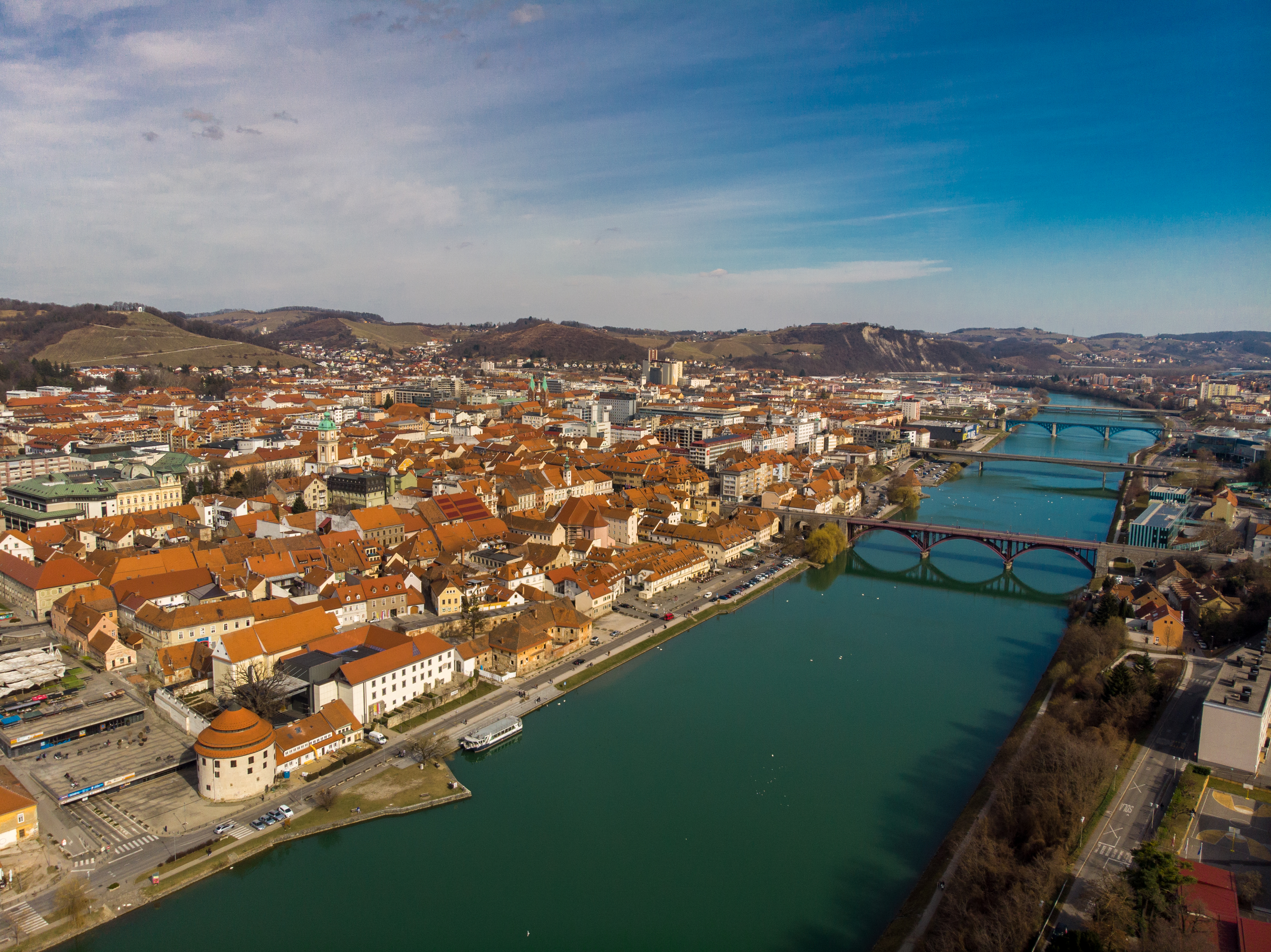
Maribor, Stadtbezirk Center am linken Drau-Ufer

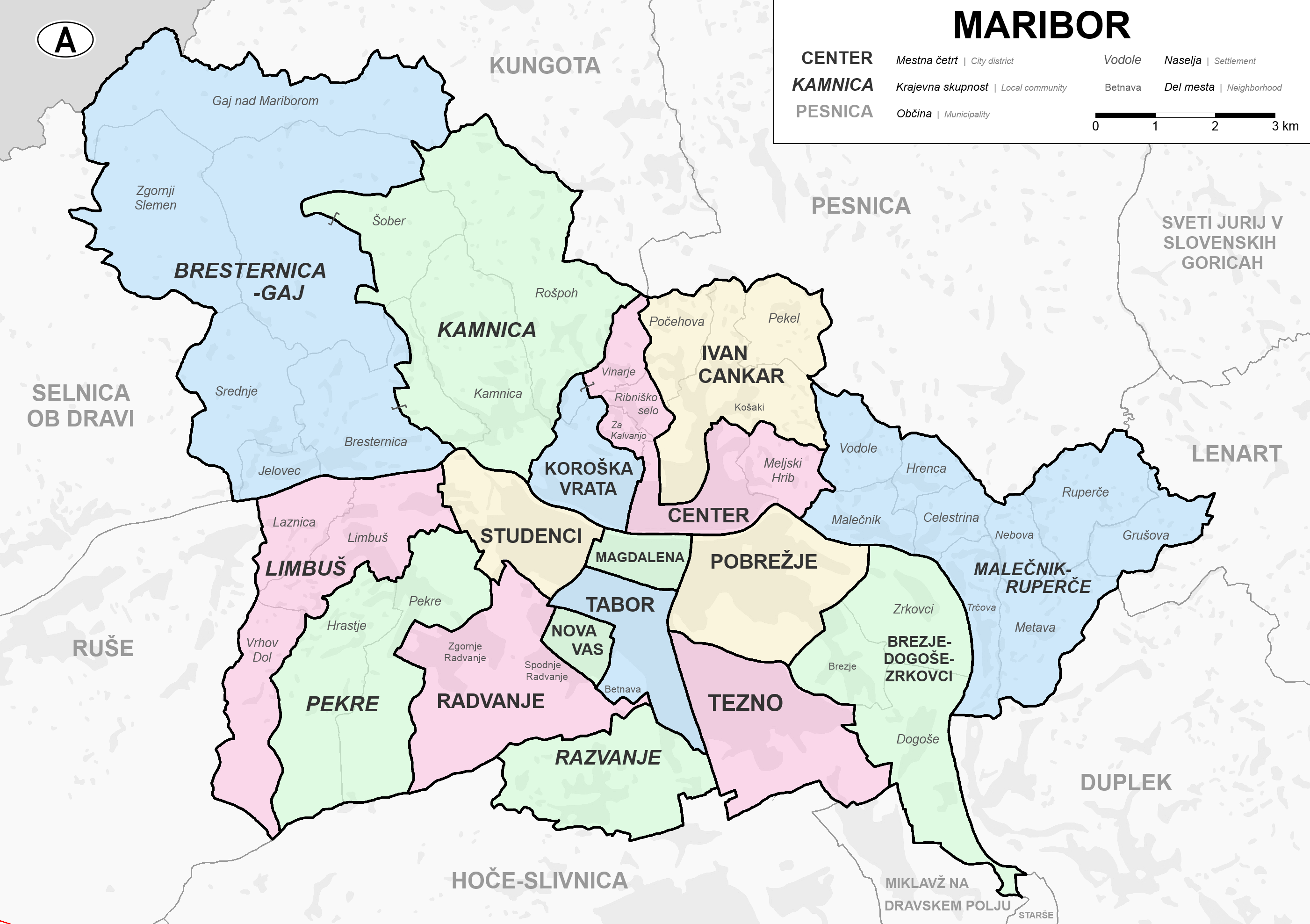
Stadtbezirke und Ortsgemeinschaften von Maribor

Mestna četrt Center, Kurzform: MČ Center (deutsch Stadtbezirk Center) ist der Name eines Stadtbezirks  in der slowenischen Stadtgemeinde Maribor (Marburg an der Drau).
Der Stadtbezirk Zentrum umfasst die folgenden Stadtteile: Melje, Altstadt mit Lent, Za tremi ribniki, Za Kalvarija, Vinarje.

## Lage
Der Bezirk grenzt im Osten an die Ortsgemeinschaft Malečnik-Ruperče, im Norden an den Stadtbezirk Ivan Cankar, im Westen an den Stadtbezirk Koroška vrata, im Nordwesten an die Ortsgemeinschaft Kamnica, im äußersten Norden an die Gemeinde Kungota und im Süden an die Drau.
MČ Center lässt sich geographisch in drei Teile gliedern:
- Ostteil mit dem Industriegebiet von Melje (Maribor) und der Hügellandschaft von Melje,
- Altstadt mit dem Stadtteil Lent und den meisten kulturellen Institutionen,
- Nordwesten, von der Altstadt durch den Stadtpark getrennt mit den Siedlungen Za tremi ribniki, Za Kalvarija und Vinarje.

## Sehenswürdigkeiten, Bauwerke
- Basilika der Mutter der Barmherzigkeit (Franziskanerkirche)
- Kathedrale von Maribor
- Lent
- Stadtburg mit dem Regionalmuseum Maribor
- Stadtpark mit Wanderwegen zu den nahegelegenen Gipfeln von Kalvarije, Mestni vrh und Piramida.
- Synagoge
- Wehrtürme: Judenturm, Wasserturm Maribor

## Plätze und Stadtviertel (Auswahl)
Burgplatz, General-Maister-Platz, Hauptplatz, Judenplatz, Kasernplatz, Lent, Leon-Štukelj-Platz, Platz der Freiheit, Slomšek-Platz

## Straßen (Auswahl)
Gosposka ulica, Grajska ulica, Koroška cesta, Lekarniška ulica, Mesarski prehod, Orožnova ulica, Partizanska cesta, Poštna ulica, Slovenska ulica, Splavarski prehod, Strossmayerjeva ulica, Ulica kneza Koclja, Vetrinjska ulica, Vojašniška ulica, Žički prehod, Židovska ulica

## Drau-Brücken
- Splavarska brv (deutsch: Flößersteg)
- Glavni most, auch Stari most (deutsch: Alte Brücke)
- Tito-Brücke
- Eisenbahnbrücke Maribor
- Doppelstockbrücke Maribor

(von West nach Ost)